# Borstö
Borstö est une île de l'archipel finlandais à Pargas en Finlande.

## Géographie
Borstö est situé entre Vänö et Jurmo, au sud-est de Nötö, à environ 67 kilomètres au sud de Turku. 
La superficie de Borstö est de 47,2 hectares et sa plus grande longueur est de 1,1 kilomètre dans la direction nord-sud,.
L'île est parcourue par un sentier de randonnée.
Elle abrite un moulin à vent et une statue en bois nommee Borstögumman, qui devait être la proue d'un vieux navire suédois.
Bodö fait partie du parc national de l'archipel.
L'île est desservie par le M/S Nordep de Kirjais au sud de Lillandet.

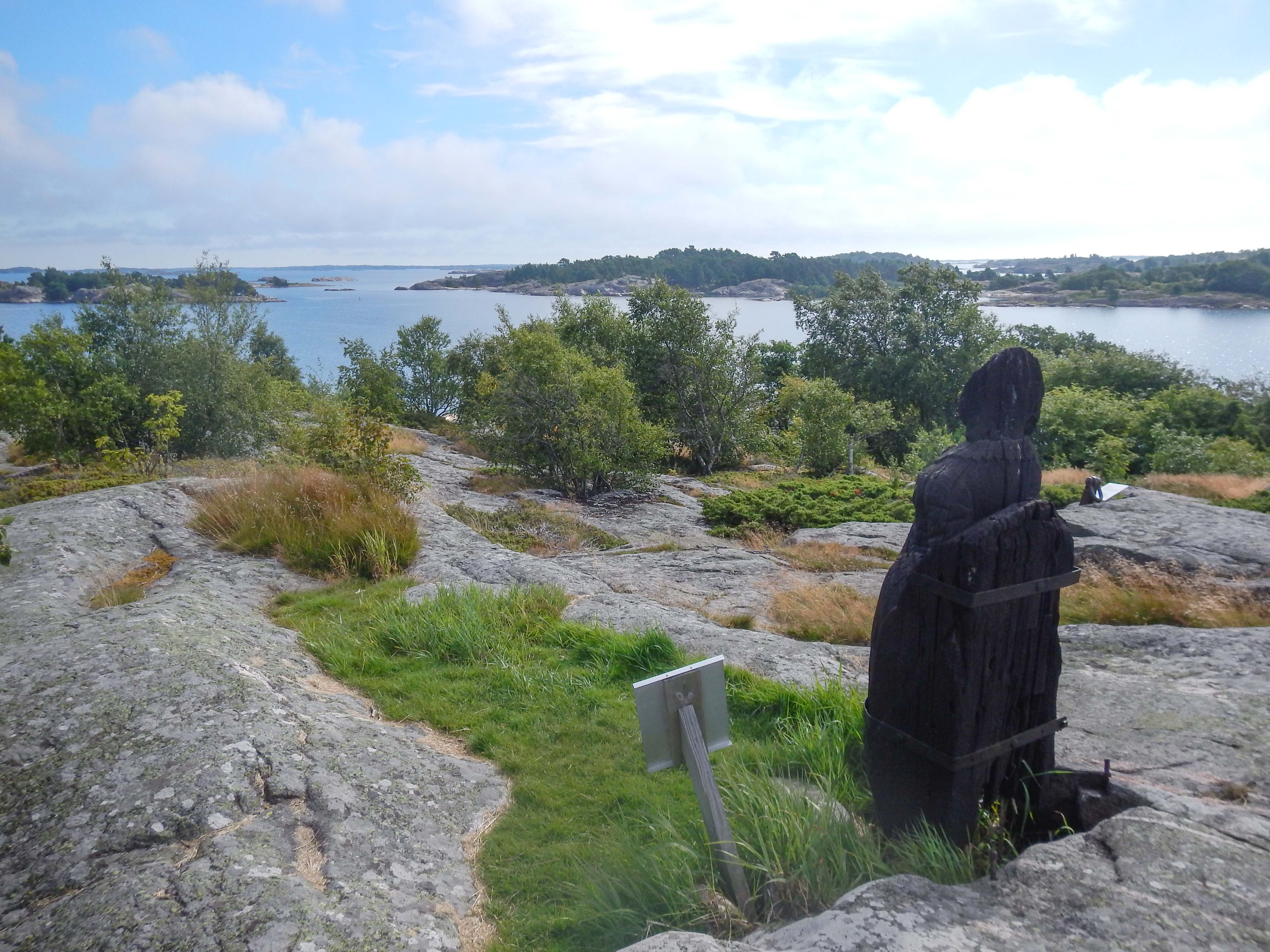
Statue Borstögumman regardant vers le sud-est.